# Rhododendron kwangsiense
Rhododendron kwangsiense là một loài thực vật có hoa trong họ Thạch nam. Loài này được Hu ex P.C. Tam miêu tả khoa học đầu tiên năm 1983.